# Sanda Island
Sanda Island (schottisch-gälisch Sandaigh) ist eine 127 Hektar große Insel in der Nähe von Southend an der Südspitze der Halbinsel Kintyre in Argyll and Bute in Schottland.

## Geographie
Sanda Island ist auf der Isle of Arran und im County Antrim in Nordirland als Spoon Island bekannt, da ihr Profil einem umgedrehten Löffel ähnelt. An klaren Tagen kann man Sanda von der Kintyre-Halbinsel, von der Isle of Arran und von Nordirland aus sehen.
Sanda liegt in der Straße von Moyle (schottisch-gälisch Sruth na Maoile) zwischen Schottland und Irland. Sie ist Teil eines Mini-Archipels am äußeren Ende des Firth of Clyde. Die anderen Inseln sind Glunimore Island und Sheep Island. Die Insel hat an den meisten Seiten Klippen. An der Nordküste befindet sich der Oitir Buidhe („Gelber Sand“), eine große Sandfläche, die bei Ebbe freiliegt und über zwei Bootsrampen verfügt. Im Osten liegt das berüchtigte Paterson’s Reef. Es gibt Höhlen an der Westküste und einen Naturbogen, in der Nähe des Schiffs, wie der 1850 errichtete Leuchtturm (mit Hubschrauberplattform) genannt wird. Zwischen Bergen im Nordwesten und Südosten liegt ein Tal, das vor den vorherrschenden Winden schützt.

## Geschichte
Der Wikingername Sanday („Sandinsel“) bezog sich wahrscheinlich auf den Oitir Buidhe, an der Nordküste. Ein anderer Name, der Insel ist Havoin (mit Varianten wie Aven oder Avona), den Donald Monro († nach 1574) im 16. Jahrhundert in seiner Description of the Western Isles of Scotland verzeichnete. Dies ist mit dem englischen „Hafen“ verwandt und bezieht sich wahrscheinlich auf den Ankerplatz an der Nordküste.
Die Insel ist aufgrund ihrer Bedeutung für Zug- und Brutvögel als Gebiet von besonderem wissenschaftlichem Interesse (Site of Special Scientific Interest) ausgewiesen. Das Sanda Bird Observatory war das erste Vogelobservatorium an der Westküste Schottlands. Die Insel aus Sandstein in roten und gelben Sorten und Schiefer ist baumlos, aber der Name Wood Hill im Nordwesten gibt einen Hinweis darauf, dass dies nicht immer der Fall war.
Sanda Island hat Verbindungen zu mehreren historischen Persönlichkeiten, einschließlich Ninian von Whithorn und den Familien Bruce und Wallace. Auf der Insel liegen die Ruinen einer von St Ninian erbauten Kapelle mit einem Steinkreuz. Es wird erzählt, dass St Ninian hier begraben liegt. Die Insel war zur Reformation 1531 im Besitz des Priorats von Whithorn.
Im Mittelalter gab es Verbindungen zum Clan Bruce, insbesondere zu Robert the Bruce und seinem Bruder Edward. Edward gab dem Prince Edward’s Rock südlich des Leuchtturms seinen Namen. Robert war gezwungen, auf dem Weg nach Irland dort Station zu machen. Er hatte 1306 im Dunaverty Castle Zuflucht gesucht. Laut dem Heldengedicht The Brus weilte der König drei Tage bei Aonghus Óg Mac Domhnaill, bevor er über Sanda zur Insel Rathlin segelte.
Im Süden befinden sich die Wallace’s Rocks, die mit William Wallace verbunden sein können. Im späten 16. und im 17. Jahrhundert war die Insel mit dem Clan Macdonald of Clanranald verbunden. Die MacDonalds verloren ihre Position als Ergebnis des Dunaverty-Massakers von 1647.
Sanda Island war über die Jahre im Besitz diverser Privateigentümer, unter anderem dem britischen Rockmusiker Jack Bruce. 2008 wurde die Insel zum Verkauf angeboten und 2009 an einen Schweizer Geschäftsmann verkauft. Zum Zeitpunkt der Volkszählung 2011 hatte sie keine dauerhaften Bewohner. 2024 steht sie erneut zum Verkauf.

## Fotogalerie

Sanda Island
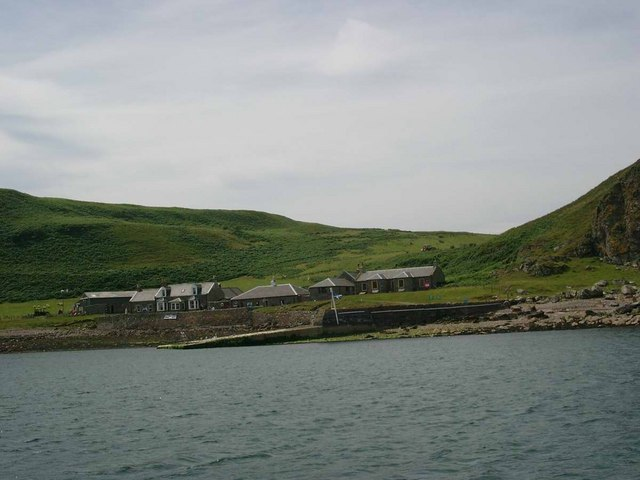
Anwesen
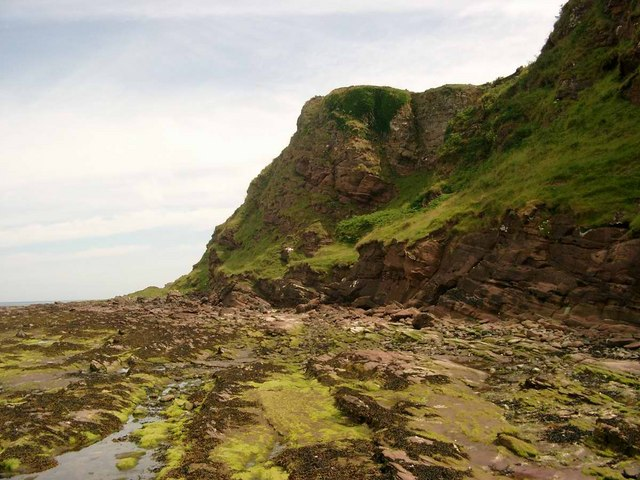
Sandfläche Oitir Buidhe
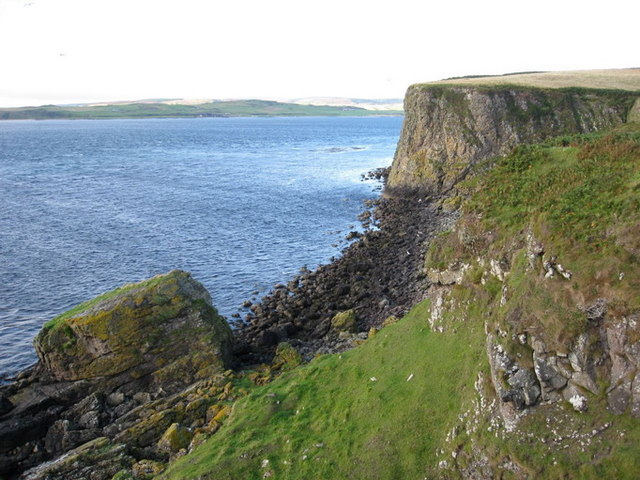
Westküste
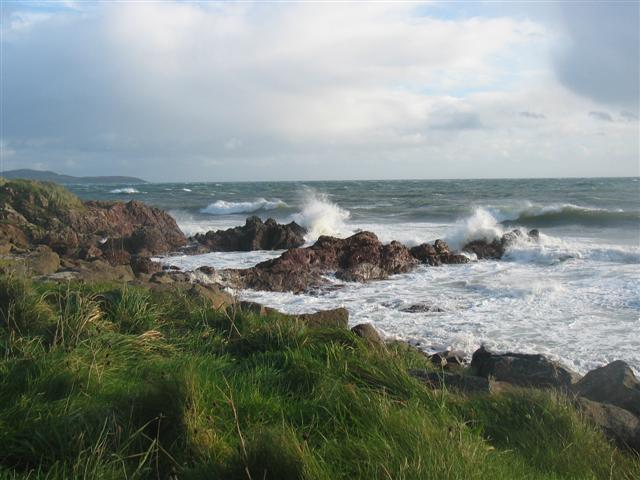
Blick auf Sanda – links
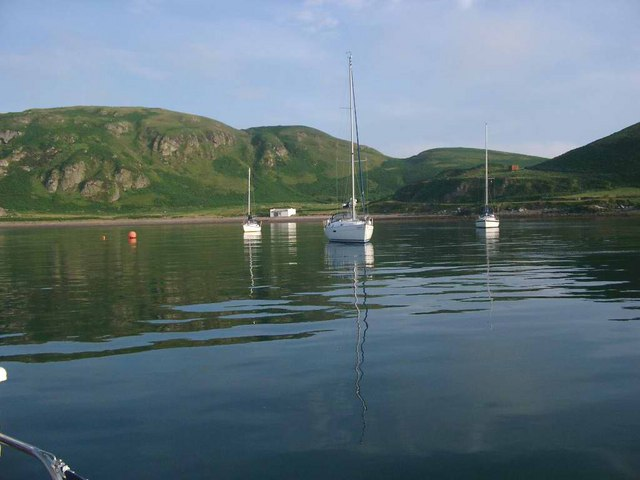
Ankerplatz
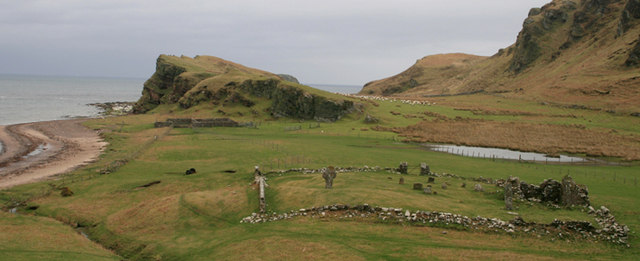
St Ninian's Chapel
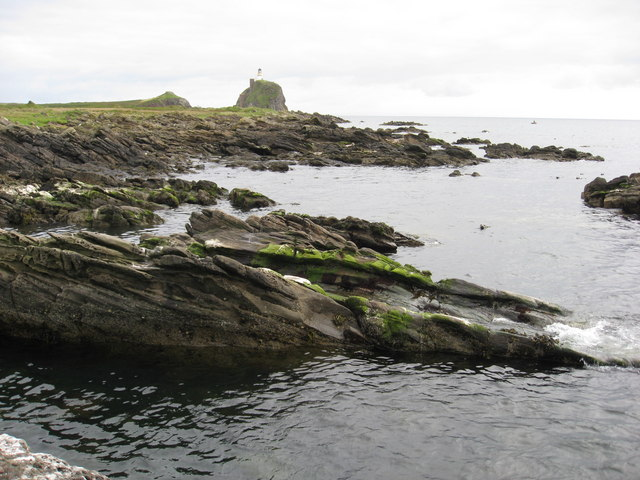
Südküste